# Alessandro Ghena
Alessandro Ghena (Casale Monferrato, 28 marzo 1894 – Portogruaro, 23 febbraio 1919) è stato un calciatore italiano, di ruolo centrocampista.

## Caratteristiche tecniche
Giocava come mediano.

## Carriera

### Club
Capitano della seconda squadra del Casale, esordì in prima squadra il 23 novembre 1913 in Casale-Piemonte 4-0, giocando da mediano destro. Nella sua unica stagione nella prima squadra nerostellata giocò 4 partite in totale, potendo fregiarsi del titolo di Campione d'Italia.

## Palmarès

### Club

#### Competizioni nazionali
- Campionato italiano: 1

Casale: 1913-1914